# Richard Anthony Burke
Richard Anthony Burke (Clonmel, 19 febbraio 1949) è un arcivescovo cattolico irlandese, dal 31 maggio 2010 arcivescovo emerito di Benin City.

## Biografia
Monsignor Richard Anthony Burke è nato a Clonmel il 19 febbraio 1949.

### Formazione e ministero sacerdotale
Il 1º ottobre 1971 è entrato nella Società di San Patrizio per le Missioni Estere. Il 7 giugno 1973 è stato ordinato diacono dal vescovo ausiliare di Dublino James Kavanagh. Il 18 maggio 1975 è stato ordinato presbitero dal vicario apostolico di Calabar James Moynagh. In seguito è partito come missionario in Nigeria.

### Ministero episcopale
Il 6 dicembre 1995 papa Giovanni Paolo II lo ha nominato vescovo coadiutore di Warri. Ha ricevuto l'ordinazione episcopale il 6 gennaio successivo nella basilica di San Pietro in Vaticano dallo stesso pontefice, co-consacranti gli arcivescovi Giovanni Battista Re, sostituto per gli affari generali della Segreteria di Stato, e Jorge María Mejía, segretario della Congregazione per i vescovi. Il 3 marzo 1997 è succeduto alla medesima sede.
Il 24 dicembre 2007 papa Benedetto XVI lo ha nominato arcivescovo metropolita di Benin City. Dalla stessa data fino al 29 marzo 2010 è stato amministratore apostolico della diocesi di Warri.
Il 31 maggio 2010 papa Benedetto XVI ha accettato la sua rinuncia al governo pastorale dell'arcidiocesi. Poco prima era stato accusato da una donna di aver abusato di lei da quando aveva quattordici anni e per vent'anni. Monsignor Burke ha però replicato che con la sua accusatrice aveva avuto solo rapporti sessuali consenzienti tra adulti. Il suo ordine lo ha messo sotto indagine e non ha trovato prove che corroborassero le accuse di abusi sessuali su minori. La presunta vittima ha ripetuto le sue affermazioni in Mission to Prey, un documentario trasmesso da RTÉ nel 2011. La stessa emittente era stata tempo prima citata in causa da padre Kevin Reynolds, un prete irlandese falsamente accusato dal programma di violenza sessuale su minori in Kenya. Padre Reynolds ha visto riconosciuto un risarcimento economico. Nel 2015 anche monsignor Burke ha citato in giudizio RTÉ per diffamazione in relazione alla trasmissione del 2011. Monsignor Burke ha ammesso di aver avuto rapporti sessuali con numerose donne, tra cui una madre sposata da otto anni, ma ha negato qualsiasi rapporto con minori o non consensuale. RTÉ ha accettato un accordo stragiudiziale sostenendo di aver pagato parte delle spese di monsignor Burke ma nessun danno.

## Genealogia episcopale
La genealogia episcopale è:
- Cardinale Scipione Rebiba
- Cardinale Giulio Antonio Santori
- Cardinale Girolamo Bernerio, O.P.
- Arcivescovo Galeazzo Sanvitale
- Cardinale Ludovico Ludovisi
- Cardinale Luigi Caetani
- Cardinale Ulderico Carpegna
- Cardinale Paluzzo Paluzzi Altieri degli Albertoni
- Papa Benedetto XIII
- Papa Benedetto XIV
- Papa Clemente XIII
- Cardinale Enrico Benedetto Stuart
- Papa Leone XII
- Cardinale Chiarissimo Falconieri Mellini
- Cardinale Camillo Di Pietro
- Cardinale Mieczysław Halka Ledóchowski
- Cardinale Jan Maurycy Paweł Puzyna de Kosielsko
- Arcivescovo Józef Bilczewski
- Arcivescovo Bolesław Twardowski
- Arcivescovo Eugeniusz Baziak
- Papa Giovanni Paolo II
- Arcivescovo Richard Anthony Burke, S.P.S.